# Castiarina subtincta
Castiarina subtincta es una especie de escarabajo del género Castiarina, familia Buprestidae. Fue descrita científicamente por Carter en 1933.